# Max Wallner
Max Wallner (* 6. Juli 1891 in Frankfurt am Main; † 27. Mai 1951 in Mondsee, Österreich) war ein deutscher Librettist, Liedtexter, Komponist und Drehbuchautor.

## Leben
Wallner wurde zum Doktor der Rechtswissenschaften promoviert und übernahm die kommerzielle Leitung der Firma Moravia A.G. in Olmütz. Nach 1918 ließ er sich in Wien zum Musiker ausbilden und nahm sein unterbrochenes Musikstudium wieder auf.
1925 brachte er selbst als Dirigent seine Operette Die verbotene Frau zur Aufführung. Anschließend ging er nach Italien, wo 1928 Ku-Ku-Li folgte. Nach der geringen Resonanz seiner Kompositionen kam er 1928 nach Berlin und beschränkte sich in der Folge auf das Schreiben von Texten. 1932 begann er seine Arbeit als Co-Drehbuchautor. Er schuf mehrere operettenhafte Werke und Operetten-Adaptionen, aber auch Krimis und Komödien.
Nach dem Erfolg der Operette Saison in Salzburg von Fred Raymond, zu der Wallner zusammen mit Kurt Feltz das Libretto beigetragen hatte, konzentrierte er sich stärker auf dieses Metier. Zusammen mit Feltz schrieb er 1942 das von Raymond komponierte Lied Es geht alles vorüber, es geht alles vorbei, das durch die Sängerin Lale Andersen populär wurde.

## Libretti
- 1938: Saison in Salzburg (mit Kurt Feltz, Musik: Fred Raymond)
- 1938: Heut tanzt Gloria (mit Kurt Feltz, Musik: Willy Richartz)
- 1939: Das Bett der Pompadour (mit Kurt Feltz, Musik: Fred Raymond)
- 1941: Die Perle von Tokay (mit Kurt Feltz, Musik: Fred Raymond)
- 1943: Wollen sie meine Frau werden? (mit Kurt Feltz, Musik: Werner Bochmann)
- 1944: Die glücklichste Frau der Welt (Neufassung von Das Bett der Pompadour)
- 1948: Flieder aus Wien (mit Hannes Reinhardt und Rudi Schmitthenner, Musik: Fred Raymond)
- 1949: Romanze im Schloß (mit Otto Bielen, Musik: Fred Raymond)
- 1949: Wohin mit der Frau (Musik: Fred Raymond)
- 1950: Der Kurier der Königin (mit Kurt Feltz, Musik: Nico Dostal)

## Drehbücher
| - 1932: Na wunderbar - 1932: Kampf - 1934: Zigeunerblut - 1934: Du bist entzückend, Rosmarie! - 1934: Ich sing’ mich in dein Herz hinein - 1934: Rosen aus dem Süden - 1934: Herr Kobin geht auf Abenteuer - 1934: Der letzte Walzer - 1935: Der rote Reiter - 1935: Alles um eine Frau - 1935: Alle Tage ist kein Sonntag - 1935: Alles weg’n dem Hund - 1935: Der Vogelhändler | - 1935: Familie Schimek - 1935: Im weißen Rößl - 1936: Mädchenräuber - 1936: Blinde Passagiere - 1936: Blumen aus Nizza - 1936: Die Jugendsünde - 1936: Lumpacivagabundus - 1937: Premiere - 1937: Meiseken - 1937: Musik für dich - 1939: Die kluge Schwiegermutter - 1940: Falstaff in Wien |